# Maják Bell Rock
Maják Bell Rock u pobřeží skotského Angusu je nejstarší z majáků, přímo omývaných mořem, které se ve světě dochovaly. Maják byl postaven Robertem Stevensonem pod vedením hlavního inženýra Johna Rennie v letech 1807 až 1811 na skále Bell Rock (známé také jako Inchcape) v Severním moři, 18 km východně od zálivu Firth of Tay. Tyčí se do výšky 36 metrů a jeho světlo je viditelné z 56 km (35 mil) z vnitrozemí.
Zdivo, na němž maják spočívá, bylo postaveno na tak vysoké úrovni, že nebylo za posledních 200 let vyměněno ani upraveno, lampy a reflektory byly vyměněny v roce 1843; ty původní jsou v majáku na mysu Bonavista v Newfoundlandu, kde jsou vystaveny od roku 1970. Maják se poprvé rozsvítil 1. února 1811 a jeho provoz je od roku 1988 automatizován. Od roku 1998 je na seznamu Listed building kategorie A.
Maják dříve fungoval společně s pobřežní stanicí Bell Rock Signal Tower, postavenou v roce 1813 v ústí přístavu Arbroath. V této budově dnes sídlí Signal Tower Museum, návštěvnické centrum, které nabízí podrobnou historii majáku.
Vzhledem k inženýrským výzvám, které byly při stavbě majáku překonány, byl označen za jeden ze sedmi divů industriálního světa.

## Historie
Podle legendy dostal útes Bell Rock své jméno proto, že na něm ve 14. století nechal opat z Arbroathu instalovat výstražný zvon, který o rok později ukradl holandský pirát Ralph. Později na krádež zapomněl a když místem proplouval o několik let později, ztroskotal. (Tato legenda je zvěčněna v básni The Inchcape Rock básníka 19. století Roberta Southeyho).
Před stavbou majáku byla skála příčinou mnoha ztroskotání lodí, protože s výjimkou několika hodin denně při odlivu leží těsně pod hladinou moře. Na přelomu 19. a 20. století se odhadovalo, že za běžnou zimu ztroskotá na útesu až šest lodí (při jedné bouři bylo u východního pobřeží Skotska ztraceno sedmdesát lodí).
V roce 1799 se členové Trinity House v Leithu (kteří dohlíželi na většinu lodních záležitostí na východním pobřeží) rozhodli postavit na Bell Rock maják kvůli vysokému počtu ztrát lodí. Pověřili skotského inženýra Roberta Stevensona, aby vypracoval návrh majáku na Bell Rock, ale návrh byl odložen kvůli obavám z nákladů, poměrně radikálnímu charakteru navrhovaného projektu a Stevensonovu relativnímu mládí. Náklady by byly rozděleny na města na východním pobřeží (protože se nepotápěly pouze lodě z Dundee).
Poté, co v roce 1804 ztroskotala na útesu válečná loď HMS York (a všichni na palubě zahynuli), což vyvolalo skandál v parlamentu, poslal Stevenson svůj návrh renomovanému inženýrovi Johnu Renniemu. Rennie návrh a odhad nákladů schválil, což vedlo k přijetí zákona v roce 1806, který návrh schválil a umožnil zahájení stavby.
Northern Lighthouse Board zadala Renniemu zakázku na návrh a stavbu majáku a jmenovala Stevensona hlavním asistentem. Návrh vycházel z dřívějšího majáku Eddystone, který navrhl John Smeaton a který Stevenson navštívil a podrobně prostudoval v roce 1801 – i on byl postaven na pobřežním útesu s použitím vzájemně spojených kamenů. Maják Bell Rock však obsahoval i několik novějších prvků, jako například rotující světla střídající červenou a bílou barvu, která navrhl tesař Francis Watt. Stevensonův písemný popis práce přisuzoval Renniemu jen malé nebo žádné zásluhy a otázky ohledně rozdělení odpovědnosti za toto dílo vedly k vleklým sporům mezi jejich potomky, ale dnes je jisté, že ačkoli maják navrhl především Stevenson, i Rennieho role byla významná.
V roce 1817 namaloval akvarel s motivem majáku Bell Rock umělec William Turner. Vytvořil jej ve svém ateliéru, maják ale nikdy nenavštívil.
V roce 1990 byl interiér poškozen požárem. V roce 2010 proběhla oprava a rekonstrukce majáku pro oslavy dvoustého výročí v únoru 2011.

## Historie stavby

### 1807
V roce 1807 Stevenson najal 60 mužů (včetně kováře, aby krumpáče používané k hloubení základů mohly být na místě znovu nabroušeny). Stevenson nechtěl používat výbušniny, které by mohly poškodit skálu, na níž měl maják stát. Dělníci se vydali na cestu ke skále 17. srpna 1807 a měli být pryč dva měsíce. I když někteří dělníci zpočátku nechtěli souhlasit s prací i o sobotě, aby byl maják dokončen včas a v rámci rozpočtu, nakonec s tím všichni dělníci kromě čtyř souhlasili, a dokonce i tito čtyři (kteří byli kameníky) nakonec pracovali i v neděli.
Protože útes byl každý den na 20 hodin pod vodou (při přílivu bylo až 3,7 m vody), bydleli muži zpočátku na lodích (Smeaton a Pharos) zakotvených 2 km od útesu, což vyžadovalo, aby dělníci každý den veslovali k útesu a zpět na člunech, což bylo časově náročné a v jednu chvíli se jeden z člunů nechal unášet a ztratil se. Prvním úkolem dělníků proto bylo postavit na vysokých dřevěných vzpěrách na útesu  stavební dům s místy až pro 15 mužů, aby měli dělníci na místě kde bydlet. Základy majáku a nohy obytného domu byly vztyčeny během první sezóny. V zimě pak byly práce na skále pozastaveny. Přes zimu kameníci opracovávali kameny pro maják z cairngallské žuly.

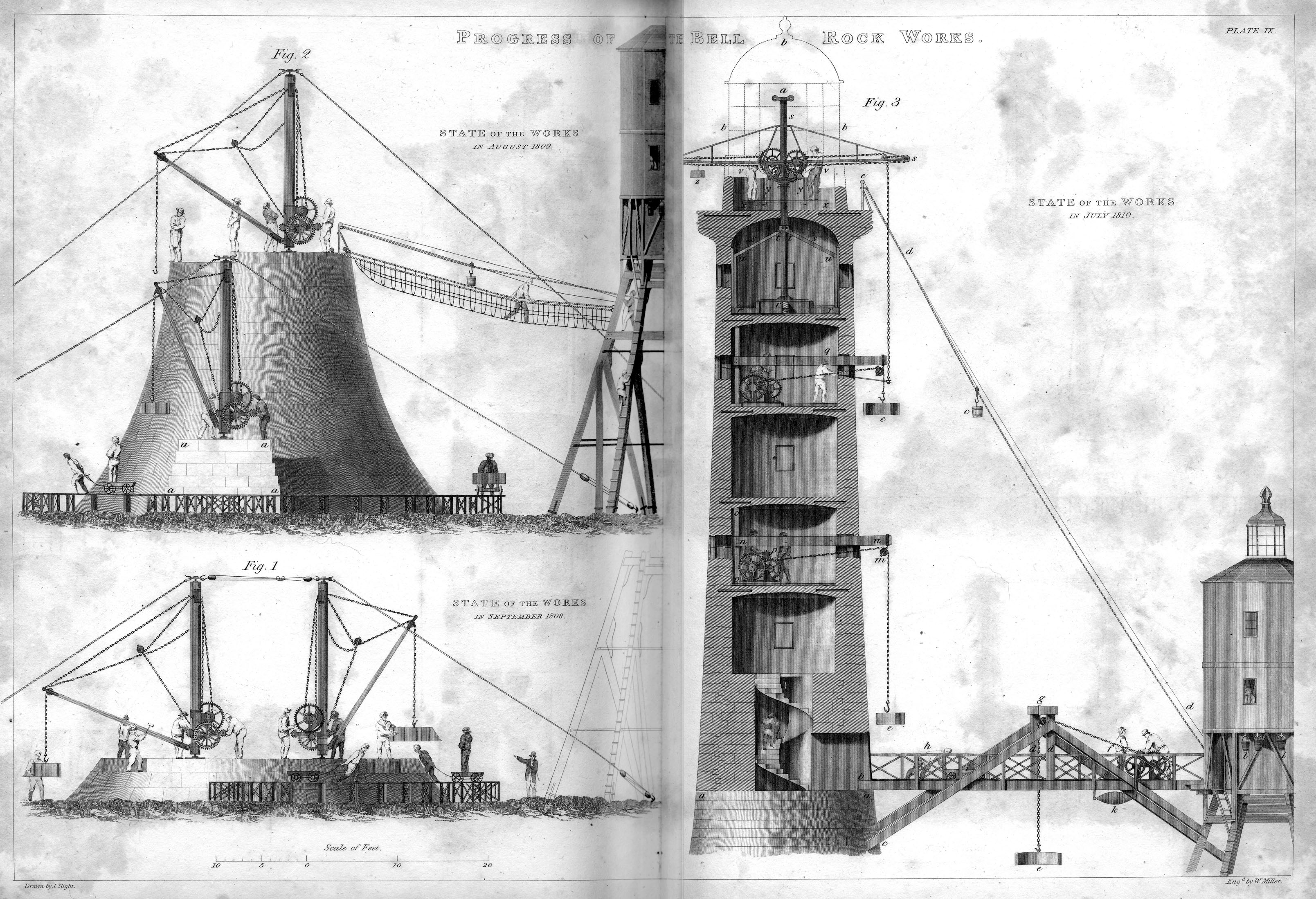
Rytina Williama Millera z roku 1924 zobrazující fáze výstavby majáku.

### 1808
Na začátku roku 1808 byly práce na skále obnoveny. Byl dokončen obytný dům a položeny první tři vrstvy kamene pro maják. Za celou tuto druhou sezónu proběhlo na skále pouze 80 hodin stavebních prací. Během této doby, kdy se ještě stavěl obytný dům majáku, byl jeden mladý dělník sražen do bezvědomí kruhem bóje a utopil se. Protože byl hlavním živitelem rodiny, nabídl Stevenson volné místo jeho mladšímu bratrovi Alexandru Scottovi, který nabídku přijal.
V září 1808 musel kameník John Bonnyman po nehodě s jeřábem na skále podstoupit amputaci prstu; jako odškodnění za toto neštěstí byl později jmenován jedním z prvních strážců majáku.

### 1809
V roce 1809 Stevensona zklamala návštěva Rennieho, který se mu podle jeho názoru pletl do práce. Jako strategii, jak odvrátit další návštěvy, napsal Renniemu celkem 82 dopisů, v nichž se podrobně vyptával na velkou škálu konstrukčních otázek (včetně toho, jaký typ okenního tmelu a zámků použít). Rennie na každý dopis podrobně odpověděl, ale Stevenson odpovědi většinou ignoroval.
V červnu 1809 byl jeden z hlavních stavitelů, Michael Wishart, zachycen pod jeřábem a vážně si poranil nohy, což mu znemožnilo další práci na projektu. Požádal Stevensona, zda by mohl být jmenován strážcem majáku, a nakonec v roce 1811 nastoupil na místo asistenta strážce.
Práce byly zastaveny 22. srpna 1809, v té době již byla velká část věže dokončena.

### 1810
V lednu 1810 zemřela Stevensonova dvojčata na černý kašel a o čtrnáct dní později na tuto nemoc zemřela i jeho nejmladší dcera Janet. Rennie napsal Stevensonovi soustrastný dopis. Během tohoto závěrečného období stavby se maják stal jakousi turistickou atrakcí. Mnoho lidí toužilo vidět dokončení nejvyššího pobřežního majáku na světě. V této závěrečné sezóně, kdy muži pobývali v majákovém domě, se strhla sedmihodinová bouře. Dělník Charles Henderson se ztratil a jeho tělo se nikdy nenašlo. Práce byly nakonec dokončeny. Na stavbu bylo spotřebováno na 2500 žulových kamenů, které všechny převezl jeden kůň, Bassey.
Projekt nakonec vyšel o 50 % dráž, než činil původní odhad rozpočtu ve výši 42 000 liber (2009: 2 490 000 liber). Od postavení majáku byly zaznamenány pouze ztroskotání lodi HMS Argyll během válečného vypínání proudu v roce 1915 a nákladní lodi Rosecraig registrované v Banffu, která v mlze večer 21. září 1908 najela na mělčinu a potopila se. Jejích sedm členů posádky se zachránilo.

## Ztráta HMS Argyll
Během první světové války bylo majáku Bell Rock nařízeno vypnout světla z obavy, že by mohl pomáhat německým ponorkám v jejich operacích, a světlo se rozsvěcovalo pouze na zvláštní povolení. Dne 28. října 1915, když byl maják na dohled, vyslala loď HMS Argyll pod velením kapitána Jamese Tancreda signál s žádostí o zapnutí světla. Loď pokračovala v plavbě v domnění, že signál byl přijat, ale nestalo se tak a světlo nebylo zapnuto. Krátce nato najel Argyll na mělčinu a utrpěl rozsáhlé poškození velké části trupu. Při záchraně posádky pomáhaly dva torpédoborce – HMS Hornet a HMS Jackal. Navzdory poškození nedošlo ke ztrátám na životech posádky. Poté, co byly z lodi zachráněny všechny cenné předměty, včetně jejích 150 mm děl, ji námořní vyprošťovací tým vyhodil do povětří.
V roce 1970 byly potápěči vyzvednuty její dva velké lodní šrouby a prodány do šrotu.

## Nehoda vrtulníku v roce 1955
Dne 15. prosince 1955 vrtulník RAF Bristol Sycamore XG501 s pilotem a navigátorem odletěl z RAF Leuchars v 9:35, aby provedl námořní cvičení u majáku Bell Rock. Přibližně v 10:00 narazil ocasní rotor vrtulníku do anemometru na vrcholu majáku a v důsledku toho se zřítil do moře. Svědkem incidentu byla posádka druhého vrtulníku, která okamžitě vyslala tísňové volání a odletěla na místo havárie. V reakci na tísňový signál prohledávaly oblast čtyři letouny, další dva vrtulníky Sycamore, záchranný člun RAF a tři záchranné čluny, přičemž bylo nalezeno tělo navigátora XG501; tělo pilota nalezeno nebylo. Maják byl poškozen, včetně ztráty světla, ale jeho strážci nebyli zraněni. Kvůli špatnému počasí mohl být maják opraven až po 20. prosinci, kdy podmínky umožnily dodávku zásob.

## Data
Maják je 36 m vysoká kuželovitá kamenná věž s lucernou a ochozem, včetně prostor pro strážce majáku. Věž je natřená bílou barvou s hnědým pruhem u základny; lucerna je natřená černou barvou a zakrytá ochrannou sítí proti ptákům. Světelný zdroj se svítivosti 1 900 000 cd je ve výšce 28 m, je vybaven hyperradiální Fresnelovou čočkou. Na vrchol věže vede 97 schodů. Maják byl automatizován v roce 1998 a je řízen Northern Lighthouse Board. Na majáku je instalován racon, který vysílá signál M.
Charakteristika světla: FI W 5s 